# 監察医・室生亜季子
『監察医・室生亜季子』（かんさつい むろうあきこ）は、1986年から2007年まで日本テレビ系で放送されたテレビドラマシリーズ。全37回。主演は浜木綿子。
放送枠は「火曜サスペンス劇場」（第1作 - 第36作）、「火曜ドラマゴールド」（第37作）。
日本テレビ火曜2時間ドラマ枠では、シリーズ最多の超ロングランシリーズとなり、25年にわたって続いた同枠の大トリを飾った。舞台は埼玉県川越市である。

## 概要
1986年12月23日、「火曜サスペンス劇場」で放送開始。監察医の室生による緻密な物証の積み重ねや、警部・浜田との掛け合いが高い人気となった。
18 - 20%超の視聴率を維持していたが、その後視聴率は15%前後に落ち込む。
火曜サスペンス劇場のタイトル、各新聞のラジオ・テレビ欄でのタイトル紹介は第1作から第25作までは、『女監察医・室生亜季子（放送作品回数）・（タイトル）』となっていたが、第26作目からは“女”が取れて、『監察医・室生亜季子（放送作品回数）・（タイトル）』とのタイトルになった。また、劇中の「看護婦」という呼称も2000年代前半制作辺りから「看護師」に変更されている。
捜査を担当する川越西署は市内だけでなく広範囲に市外で起きた事件も扱っている。
「火サス」が終了し、約2年ほど放送がなかったが、「火曜ドラマゴールド」の最終回を飾るスペシャルとして復活した。視聴率は13.8%（関東地区）とシリーズ中最低に終わったが、「火曜ドラマゴールド」中では、最高の視聴率を獲得した。
なお、エンディングなどでは喜多院（川越市小仙波町）のシーンが登場することも多い。
同じ火曜サスペンス劇場、東映製作の『弁護士・高林鮎子』と並び、初期の頃から放送されていたため、現在でもBS日テレを中心に再放送されている。

## キャスト

### 室生医院
室生亜季子
演 - 浜木綿子
内科医。夫を不慮の事故で亡くし、川越の町で3代続く室生医院の院長となる。埼玉県川越市本町三丁目に在住。広島県竹原市出身。もともと内科の開業医であるが、夫の登山中の転落死に疑問を抱き、埼玉中央医科大学の生沢教授のもとで学び監察医も兼務することになる。
夫（室生涼一）は法医学者（監察医）で植物学にも関心があり植物画も得意としていた。第9作では小学校の学校医も兼任している設定であった。また、最終作にあたる第37作の冒頭で、心療内科と神経科も認定されたことが報告される。ランニングが趣味である。作中のナレーションも担当しており，冒頭に「あたし、室生亜季子。川越で3代続く街医者です。そしてこの街の監察医でもあるんです。」という言い回しから始まる台詞が恒例となっている。
立花よう子（立花とも子）
演 - 三浦リカ（第1作 - 第8作・第10作・第12作・第14作・第16作 - 第18作）、松岡由美（第13作・第15作・第19作・第20作）
看護婦。山口県出身。料理が得意。第1作から登場。結婚を機に川口市へと移った。
名前は松岡由美が演じた第13作と第15作のみ「立花とも子」になっている。
飯田まち子
演 - 鷲尾真知子（第9作・第11作）
看護婦。第9作と第11作に登場。非常勤。第9作では立花よう子が父の病気で実家に帰っており代わりに室生医院で勤務。
桐野まりえ
演 - 柴田理恵（第21作 - 第24作）
看護婦。第21作から登場。立花よう子の知り合いで結婚した立花に代わって室生医院で勤めるようになる。
小山朋子
演 - 山田まりや（第25作 - 第30作）
看護婦。第25作から登場。静岡県土肥町（現・伊豆市）出身。母を看病するために川越を離れることとなった。
今井のり子
演 - 酒井和歌子（第31作）　※ ゲスト枠の登場人物であり、事件関係者。詳細は第31作の登場人物の欄を参照
看護師。第31作に登場。前任の小山が退職して以降、しばらく室生医院に看護師が不在となっていたが、婦長経験もあることから浜田の紹介で室生医院に勤務することになる。今井雄一の母。
永井道子
演 - 清水ミチコ（第32作 - 第37作）
看護師。第32作から登場。大宮に在住している。大宮の病院に勤務していたこともあるベテラン看護師。

### 埼玉県警川越西警察署
田原健造
演 - すまけい（第1作 - 第6作・第15作・第17作・第20作）
刑事。階級は警部。福島県出身。第6作で事件解決後に退職。退職後は妻の実家の旅館「しろがね旅館」を手伝うために福島に帰郷したがすぐに妻を胃がんで亡くしている。その後は福島で旅館組合の役員などを務めていた。その後、第20作では福島県警の嘱託となっている。
浜田五郎
演 - 左とん平（第7作 - 第37作）
刑事。階級は警部。1937年（昭和12年）5月30日生まれ。東京市王子区出身。埼玉県川越市中町五丁目に在住。第7作で田原警部の後任として赴任。亜季子に好意を抱いている。最終作で県警本部に異動となる。妻には先立たれている。
川口
演 - 大場順
刑事。浜田の部下。主人公以外の登場人物としては唯一、シリーズ全作に登場する。
白井
演 - きくち英一（第1作 - 第3作・第6作・第12作）
鑑識係員。
四方晴夫
演 - 渡辺正行（第7作 - 第11作）
鑑識課所属の警察官。第7作で鑑識課長が室生先生の弟子になりなさいと言ったのを真に受けて、ケガを負った警察犬・ケン（警察犬バロン号）を引き連れて突然と室生医院に現れ、その日から室生医院の2階で住み込みを始めることになる。
安田
演 - 石田登星（第6作・第8作）、荒木優騎（第12作 - 第16作・第18作 - 第22作）、吉田淳（第17作）、冨家規政（第23作・第24作）、外川貴博（第30作）、加門良（第31作）
刑事。浜田の部下。
森
演 - 妹尾洸（第12作）、佐藤幸雄（第13作）、吉田淳（第18作 - 第22作）、山田佳伸（第23作・第25作）、西凜太朗（第24作）
刑事。浜田の部下。
北川
演 - 小林正寛（第25作）
刑事。
南
演 - 山田佳伸（第26作）、山本哲也（第32作）、山本紀彦（第33作）、園岡新太郎（第34作）、湯澤公敏（第35作）、松村穣（第36作）、野元学二（第37作）
刑事。
馬場
演 - 長岡尚彦（第26作）
刑事。
松本
演 - 五森大輔（第27作）、藤岡大樹（第28作）
刑事。
西
演 - 土屋大輔（第27作）、谷川俊（第28作）
刑事。
飯田
演 - 山崎健二（第29作）
刑事。
木村
演 - 岡崎宏（第29作）、赤間浩一（第31作）
刑事。
竹内
演 - 加門良（第30作）
刑事。浜田の部下。
五木
演 - 山本紀彦（第32作）
刑事。
佐川
演 - 関口信彦（第32作）
刑事。
西川
演 - 松川真也（第33作）
刑事。
東田
演 - 崔哲浩（第34作）、五森大輔（第35作）、石山輝夫（第36作）
刑事。
松原
演 - 冨家規政（第37作）
刑事。

### 埼玉中央医科大学
生沢
演 - 北村和夫（第1作・第2作・第4作）
教授。法医学教室勤務。亡くなった亜季子の夫・室生涼一の同僚にあたる。
佐野（山崎）
演 - 酒井麻吏（第1作・第2作・第4作・第8作 - 第13作・第15作 - 第26作）
講師。
第15作までは「山崎検査士」または役名なしで登場。第16作中で亜季子に「佐野さん」と呼ばれているがエンドクレジットでは役名なし。第18作から「佐野講師」とクレジットされる。
山野
演 - 石塚久美子（第19作）、弥生みつき（第20作 - 第22作）
助手。
井上
演 - 森みつえ（第23作 - 第37作）
助手。
八木
演 - 筒井巧（第27作 - 第37作）
助教授。

### その他
田原和子
演 - 麻里万里（第15作・第20作）
田原警部の娘。設計事務所に勤めていたが、のちに結婚して夫とレストランを経営し、その後、孫も誕生することになる。
浜田美智子/秋山美智子
演 - 有沢妃呂子（第17作・第19作・第20作・第22作 - 第24作）
浜田警部の娘。第20作で結婚し室生と田原が仲人を務め、第22作で浜田警部にとって初孫となる男児を室生医院で出産。結婚後は水戸市に在住している。
苗字は第20作までは「浜田」、第22作からは「秋山」。尚、息子の名前の読みは「トキオ」となっており、名付け親である室生亜季子の「季」を取っている。

### 特別出演
霞夕子
演 - 真矢みき（第37作）
東京地方検察庁の検事。
佃次郎
演 - 西郷輝彦（第37作）
警視庁原宿中央警察署の警部補。

### ゲスト
第1作 - 第20作 / 第21作 - 第37作

#### 第1作 - 第20作（1986年 - 1996年）
第1作「歩き出した白骨死体」（1986年）
- 北川雅代（主婦・室生医院の患者） - 柏木由紀子
- 清水久子（スナック「ひさこ」ママ） - 鈴鹿景子
- 清水仁（久子の夫・10日前から行方不明） - 横沢祐一
- 清水良造（仁の父） - 武内文平
- 北川知之（秀夫と雅代の息子・小学生） - 吉川裕朋
- 清水はな（仁の母） - 槇ひろ子
- 北川秀夫（雅代の夫・2年前に蒸発） - 五野上力

第2作「遺された眼」（1987年）
- 吉武（不動産屋） - 石井光三
- 南宗吉（前橋アパート 経営者） - 深江章喜
- 鍋島（教授） - 林成年
- 西野咲子 - 神保共子
- 佐川二郎 - 江幡高志
- 中川（神奈川県警察 警部） - 出光元
- 望月 - 宮口二郎

第3作「瀬戸内竹原殺人行」（1987年）
- 安井五郎（本多酒造 支配人） - 田村亮
- 本多真記（本多酒造 社長・室生亜季子の高校時代の友人） - 岩本多代
- 小沢美子（スーパー店員・室生亜季子の高校時代の友人） - 原知佐子
- 古谷（広島県警察 刑事） - 浜田晃
- 富永益夫（晴子の夫・漁師） - 相馬剛三
- 秋元（広島県警察 刑事） - 宮城健太郎
- 小坂 - 山岡八高
- 木村（鋳物工場工員） - 野村昇史
- 好子 - 和田弘子
- 富永晴子（室生亜季子の高校時代の友人） - 西岡慶子
- 小沢栄子（美子の従妹） - 谷本小夜子

第4作「哀しき母子鑑定」（1988年）
- 下部聖（下部と良子の息子） - 木村一八
- 春日道代（料理学校理事長） - 白木万理
- 下部良子（下部の妻） - 八木昌子
- 春日啓二（料理学校校長・道代の夫） - 平野稔
- 渡辺（神奈川医科大学 教授） - 水村泰三
- 相馬（検事） - 笠松長麿
- 松浦（弁護士） - 近藤準
- 下部進（室生医院の患者） - 小林誠

第5作「高価すぎた情事」（1988年）
- 細川真一郎（科学捜査研究所部長） - 夏八木勲
- 長田進（大学講師） - 河原崎建三
- 大野雄一（病院長） - 睦五朗
- 本田（警視庁課長） - 横光克彦
- 荒井（刑事） - 荒木しげる
- 藤本恵（日舞藤本流家元） - 有馬昌彦
- 藤本由美恵（日舞藤本流の幹部・本名「池田静江」） - 紅貴代
- 大和良子（美紀恵の娘） - 大橋雅子
- 村田（刑事） - 鈴木正勝
- 藤本美紀恵（日舞藤本流の名取・本名「大和美紀」） - 香園寺忍
- 藤本哲子（家元の娘・長田の婚約者） - 中川三穂子

第6作「赤い髪の女」（1989年）
- 藤本好子 - 大塚良重
- 岡田美佐子（加納の婚約者） - 松阪隆子
- 佐々木一也（スナック「夢」従業員） - 川島一平
- 加納雄一（スナック「夢」オーナー） - 増田再起
- 藤本高（好子の夫） - 藤田宗久
- 洋平（以前より行方不明だった幼児） - 中村啓太郎
- 看護婦 - 伊藤慶子
- 夕子（岡田の同僚） - 飛鳥裕子
- チズ - 高間智子
- 圭子 - 星真理
- 須貝良三（日本毛髪研究所 所長） - 江守徹

第7作「もう一つの指紋」（1989年）
- 吉崎光子（和菓子「亀屋」社員・元ホステス） - 音無真喜子
- 吉崎はな（光子の母・入院患者） - 谷口香
- 亀屋増子（和菓子「亀屋」社長） - あき竹城
- 署長 - 深江章喜
- 坂井義一 - 清水章吾
- 坂井英子（坂井の妻・元看護婦） - 豊川博子
- 矢野（浦和慈英病院 副院長） - 加藤和夫
- 金沢（浦和慈英病院 医長） - 井上昭文
- 水野秋三（医師） - 金子研三

第8作「熱い凍死」（1990年）
- 久野美奈子（ブティック社長） - 蜷川有紀
- 関本公介（幸子の内縁の夫） - 苅谷俊介
- 久野尚（東西興産パリ支店長・美奈子の義父） - 渥美国泰
- 山本幸子（元ホステス） - 風祭ゆき
- 浦和総合病院 院長 - 河合絃司
- マンション管理人 - 川島一平
- 水野（歯科医） - 野村昇史
- 畑（浦和総合病院 受付） - 日高久美子
- 鈴木真智 - 山口奈美

第9作「震える川」（1990年）
- 上田峰子（ヌードダンサー・室生医院の患者） - 宮下順子
- 野上佐千代（田里津庵 女将・峰子の友人） - 大川栄子
- 岡部大三（照明係） - 佐藤仁哉
- 安田実（ガードマン） - 金子研三
- 上田千代 - 大路三千緒
- 上野二郎（蒲鉾店の社長） - 山本紀彦
- 鈴木（工員） - 鮫島伸一

第10作「顔の無い白骨死体」（1991年）
- 戌井路子（早苗の母・室生亜季子の同窓生） - 野川由美子
- 吉田誠（カメラマン） - 中本賢
- 戌井早苗（女子大生・2か月前に行方不明） - 山像かおり
- 永島茂子（女子大生・早苗の同級生で同居人） - 星真理
- 南田貞子 - 樋口しげり
- 戌井良夫（路子の夫） - 勝部演之

第11作「歪んだ告白」（1992年）
- 青木みち（金物屋主人） - 中島ゆたか
- 井上清（ノンバンクの社員・みちの腹違いの兄） - 西田健
- 青木貞次（みちの夫・婿養子） - 浜田晃
- 沢木（刑事） - 佐々木勝彦
- 藤井（廃品回収従業員） - 小鹿番
- 須藤剛三（廃品回収従業員） - 石井愃一
- 青木（みちの祖母） - 山本緑
- 小島幸子（ホステス） - 松井紀美江
- 信子（社員） - 松本紀子
- 長谷部 - 樋口しげり
- 坂田（社員） - 北村総一郎

第12作「もう一つの血痕」（1992年）
- 酒井喜一（埼玉県警川越西警察署 警部） - 榎木孝明
- 島田正三（工務店社長） - 沖田浩之
- 島田やす子（正三の母） - 石井富子
- 林静子 - 野口ふみえ
- 大野文子（ケーキ教室主宰） - 明日香尚
- 川添（専務） - 真実一路

第13作「犯罪性なし」（1993年）
- 白井一也（しいたけ農家） - ベンガル
- 白井園子（白井の後妻） - 松井紀美江
- 三杉春子（ホステス） - 浜田朱理
- 白井早苗（白井の娘） - 山中麻由
- みゆき（ホステス） - 青山りえ
- 飯塚道造（白井家の隣人） - 田島義文
- 木田直美（園子の妹） - 風祭ゆき
- 不破洋二（スナックのマスター） - 誠直也
- 埼玉県警川越西警察署 署長 - 石浜朗

第14作「震える海」（1993年）
- 金井桂子（正一の母・海女） - 丘さとみ
- 杉山時枝（裕二の母） - 横山道代
- 吉田光子（眞佐美の母・海女） - 亀井光代
- 吉田眞佐美（浦和デザインスクール 学生） - 吉野真弓
- 杉山裕二（公認会計士を目指すフリーター・眞佐美の恋人） - 江上雅彦
- 金井正一（司法研修生・裕二の友人） - 石井誠一
- 小川良夫（観光船バイト） - 緒形幹太
- 鳥羽警察署 刑事 - 松永博史
- 柴木（鳥羽警察署 刑事） - 三角八郎
- 辻（三重中央医科大学 助手） - 妹尾洸
- 北原文夫（三重商船大学 教授） - 天田俊明

第15作「扼殺（やくさつ）」（1994年）
- 川相万里江（フランス料理店「ジュテーム」の出資者） - 春風ひとみ
- 島倉洋一（フランス料理店「ジュテーム」チーフシェフ） - 渋谷哲平
- 上原光一（フランス料理店「ジュテーム」シェフ） - 井上倫宏
- 大田弘子（島倉の元恋人） - 樋口しげり
- 高村由美（生徒） - たくみまり
- 大田ハル（弘子の母） - 葦原邦子
- 外山（大学病院教授） - 岡野耕作
- 万家仙太郎（ヨロズヤ金融 社長） - 井上昭文

第16作「夕映えの女」（1994年）
- 小沢道代（節夫の妻） - 根本りつ子
- 小沢節夫（土産物屋店員） - 内田直哉
- 服部幸子（新潟県立瀬波病院 看護婦） - 銀粉蝶
- 青柳昇平 - 桂三木助
- 田島雪江（花井の前妻・道代の母） - 大路三千緒
- 花井伍市（民話の語り部・道代の父） - 沼田曜一

第17作「薬殺」（1994年）
- 牧野邦子（弁護士） - 剣幸
- 志水陽子 - 市川翔子
- 渡辺正勝（高砂建設 社長） - 鶴田忍
- 新川商事 課長 - 伊藤敏八
- 宮部智之（浜田の通っていた料理教室の仲間・美智子の元恋人） - 石田登星
- 宮部久子（智之の母） - 池田道枝
- 中原（臨床検査部部長） - 大出俊
- 井口辰夫 - 木村元
- 原道彦 - 中山仁

第18作「時効なし」（1995年）
- 岡崎昇（岡崎の息子） - 岸田敏志
- 道場れい子（看護婦） - 一色彩子
- 白石美奈子（看護婦） - 鮎ゆうき
- 岡崎誠（室生亜季子の大学時代の恩師・7年前に交通事故にあい植物状態） - 山田光一
- 谷沢吉平 - 深江章喜
- 野口ふさ子（小料理店「志ら井」女将） - 八木昌子
- うなぎ屋の主人 - 藤田まこと（友情出演）

第19作「埋葬」（1995年）
- 林京子（埼玉中央医科大学 小児外科医） - 山口果林
- 成沢夏子（丹下製作所 従業員） - 石倭裕子
- 吉田光枝（木原医院 看護婦） - 片桐夕子
- 坂井克子 - 青木かよ
- 木原明（木原医院 院長） - 藤田宗久
- 丹下（丹下製作所 社長） - 三角八郎
- 桜井（医師） - 長谷川哲夫

第20作「拳銃」（1996年）
- 芦田ゆり（スナック「ゆり」ママ） - 久野綾希子
- 岡本（福島県警察 刑事） - 神保悟志
- 石野（4課刑事） - 堀正彦
- 岸井保（ブティック店員・堺の隣人） - 石田登星
- 堺光夫（暴力団員） - 片桐竜次
- 宮崎公平（建設会社社長・元市議会議員） - 小林勝彦
- 江尻雄一（暴力団組長） - 小鹿番

#### 第21作 - 第37作（1996年 - 2007年）
第21作「身元不明」（1996年）
- 遠藤利江（心臓を患う女性） - 一柳みる
- 遠藤幸子（利江の娘） - 林美穂
- 山本淳子（不良グループ） - KaNNa
- 野崎（不良グループ） - 加藤岳史
- 竹中博（不良グループ） - 熊本昭博
- 山根辰夫（不良グループ） - 村上幸平
- 佐川誠（利江の従兄弟） - 中西良太
- 古田（信用金庫理事長） - 頭師孝雄
- 高橋光子（居酒屋「やじろべい」女将） - 中原早苗
- 遠藤裕一（利江の夫・6年前失踪） - 石田信之
- 田村（鑑識係長） - 下塚誠
- 遠藤ハツ（利江の伯母） - 葦原邦子

第22作「指紋」（1997年）
- 小林宏子（助産婦・陽子のアパートの隣人・本名「鈴木百合」） - 姿晴香
- 竹井陽子（バー「ルージュ」経営者・室生医院の患者） - 東千晃
- 土屋めぐみ（宏子の友人） - 立花理佐
- 柳瀬昌（室生医院の患者） - 星美智子
- 吉岡政治（覚醒剤常習者・元組員） - 金井茂
- 医師 - 横沢裕一
- 木元浩（シンナー常習者） - 高橋亮治
- 荒田正男（福祉課） - 岡田吉弘
- 桜沢（山形県警察 刑事） - 渡会良
- 新田貞代 - 坂井寿美江

第23作「不審死体」（1998年）
- 田中良子（弁護士・妙子の絵画教室の仲間） - 左時枝
- 吉野妙子（吉野の妻） - 水木薫
- 八木涼一（絵画教室講師） - 宮川一朗太
- 柿沼秀樹（検事） - 海津亮介
- 坂上（風俗ライター） - 井上思
- 患者 - 桂三木助
- 田中のり子（良子の娘・2年前自殺） - 北條えみ子
- 桜井（医師） - 鈴木一功
- 吉田（事務員） - 西田有希
- 原（東京東洋医科大学 助教授） - 岩崎ひろし
- 岡（事務官） - 井上浩
- 高橋さだ（田中家の隣人） - 大路三千緒
- 吉野茂（心臓病罹患者） - 山本紀彦

第24作「死因に異議あり」（1998年）
- 山田まさ代（陽子の母） - 宮下順子
- 石橋陽子（浦和中央精機 社員・元新聞配達員） - 古川理科
- 吉崎晋（陽子の新聞配達時代の仲間） - 坂詰貴之
- 野村泰子（野村の妻） - 永野路子
- 野村貞次（山八不動産 社長・室生医院の患者） - 望月太郎
- 塩田（新川越病院 医師） - 藤堂新二
- 坂井（貸家の主人） - トミ譲二

第25作「死亡推定時間」（1999年）
- 川上悦子（フリーライター） - 山口果林
- 南浩一（埼玉県警川越西警察署 署長） - 伊藤俊人
- 岡本健三（ギタリスト・悦子の恋人） - 立川三貴
- 岡本文代（岡本の妹） - 真織由季
- 松井茂（マツイレコード店 社長） - 工藤俊作
- 沼尾（松山建設 社員・松井所有のアパートの住人） - 加藤雄二
- 望月八重（仲居） - 塩屋洋子
- 倉林（朝日病院 医師） - 柴田林太郎
- 八橋要（弁護士） - 筒井巧
- マツイレコード店員 - 山田アキラ
- 山崎芳子（フリーター・早苗と悦子の友人） - 赤座美代子
- 松井早苗（松井と別居中の妻） - 佳那晃子

第26作「日焼けした死体」（1999年）
- 花井恵子（菓子店店員・室生医院の患者） - 平淑恵
- 宮本雄一（慈愛会病院 医師） - 赤羽秀之
- 高橋玄三（望月の同居人・恐喝の前科者） - でんでん
- 佐々木（管理人） - 大路三千緒
- 柳井剛（慈愛会病院 理事長） - 横澤祐一
- 角（慈愛会病院 看護婦） - 衣通真由美
- 柳井万里子（柳井の娘） - 春木みさよ
- 加藤芳恵（菓子店経営者） - 吉本選江
- 島崎（医師） - 宇納佑
- 望月豊（恵子の元夫） - 深水三章

第27作「複合死因」（2000年）
- 城山幸子（看護婦・マキの愛人） - 若林しほ
- 牧田春三（愛称「マキ・ハル」のマルチタレント） - 中谷彰宏
- 沢井拓三（マキの高校の同級生でマネージャー） - 山本龍二
- 桜（山代温泉「百万石」仲居） - 清水よし子
- 埼玉県警川越西警察署 署長 - 木下浩之
- 橋本重吉（橋本悦子の父） - 二瓶鮫一
- 牧田静（山代温泉「百万石」接待部長・マキの母） - 三ツ矢歌子
- 橋本光（山代温泉「百万石」仲居・橋本悦子の妹） - 鈴木由香
- 文化愛好会 会長 - 赤城太郎
- 大田（医師） - 松田朗
- 山代温泉「百万石」女将 - 太地琴恵
- 山代温泉「百万石」部長 - 岸本功
- あやめ（山代温泉「百万石」仲居） - 夏川さつき
- 麻薬の売人 - 荒木優騎
- スナックのマスター - トミ譲二
- フロントマン - 森本寛章
- インタビュアー - 築山万有美
- 山岡道夫（映画プロデューサー・プロダクション遊の社長） - 三波豊和
- 牧田陽子（マキの妻・マキの事務所社長） - 愛川裕子
- 牧田一（マキの兄・事務所の企画担当） - 丹波義隆

第28作「偽装死体」（2000年）
- 花田眞子（博子の連れ子・雄作の義妹） - いしのようこ
- 近藤吉人（パチンコ店店員） - 工藤俊作
- 花田雄作（花田電気 社長・博子の義理の息子） - 加藤茶
- 内山（パチンコ店店長） - 三谷六九
- 若尾美代子（眞子の親友） - 弥生みつき
- 会田道夫（花田建設 共同経営者） - 市川勉
- 江川喜一（花田建設 経理担当） - 児玉頼信
- 渡辺吾郎（パチンコ店店員） - ブッチー武者
- 松原（花田建設 運転手） - 鈴木信明
- 篠原マキ（室生医院の患者） - 重田千穂子
- 花田博子（花田建設 社長・雄作の亡父の後妻） - 一柳みる

第29作「不完全な心中」（2001年）
- 高木美加（高木法律事務所 弁護士） - 大島さと子
- 松下泰子（史子の妹） - 小川範子
- 中島裕介（保健所勤務） - 山下規介
- 竹内義男（借金の取り立て） - 大森うたえもん
- 松下史子（中島の同棲相手） - 藤井佳代子
- 相葉保夫（売春女子高生の元締め） - 田嶋基吉
- 佐々木（横浜医科大学 教授） - 唐沢民賢
- 上原（川越中央病院 医師） - 助川汎
- 保健所課長 - 松田章
- 中村（埼玉県警川越西警察署 署長） - 石井英明
- 浅野（横浜南警察署 刑事） - 山梨光國
- 中島光子（中島の母） - 樫山文枝

第30作「震える顔」（2001年）
- 島崎和子（カメラマン） - 池上季実子
- 水谷まりこ（光太の母・浦和中央病院 元看護婦） - 神保美喜
- 平野丈夫（和子の助手） - 丹波義隆
- 畑中幸代（元看護婦） - 久野真紀子
- 水谷光太（10歳の少年） - 三浦春馬
- 吉永英一（英語塾職員・元商社マン） - 篠塚勝
- 富田安代（通報者） - 臼間香世
- 谷（幸代のマンション管理人） - 武川修三
- 東医院の医師 - 児玉謙次
- 塩瀬陽子（浦和中央病院 婦長） - 仙北谷和子
- 中西みつ子（英語塾経営者） - 芝村洋子
- 熱帯魚店の店主 - 安藤整治

第31作「母の波濤（はとう）」（2002年）
- 今井のり子（室生医院の看護婦・雄一の母） - 酒井和歌子
- 西山陽子（元風俗店勤務・雄一の友達） - 原千晶
- 今井雄一（元不良少年・川越中央高等学校の卒業生） - 蟹江一平
- 南浩一（フリーター・川越中央高等学校の卒業生） - 萩野崇
- 和泉二郎（スナック「ウェル」経営者・川越中央高等学校の卒業生） - 外川貴博
- 中本（下田東警察署 刑事） - 鼓太郎
- 桂（風俗店従業員） - トミ譲二
- 福島（風俗店従業員） - BOB藤原
- 山本（風俗店従業員） - 小野寺弘之
- 渡辺（川越中央高等学校 教師） - 竹内照夫
- 田沢（医師） - 笠井一彦
- 中年男（陽子の隣人） - 嶋崎伸夫
- 室生医院の患者 - 荒井眞理子
- 江崎（店員） - 徳井広基
- 升本（川越市立中央病院 医師） - 北村隆幸
- 中古車販売店員 - 荒木優騎
- 患者 - 土屋直子
- 漁師 - 鈴木信明
- アナウンサー - 西村いづみ
- 宮田のぞみ（下田東警察署 刑事） - 左時枝

第32作「院外感染」（2003年）
- 川端葉子（武蔵中央病院 院長・弘一の妻・旧姓「岸田」） - 山口果林
- 林幹夫（とし江の元夫・医療ジャーナリスト・元医師） - 峰岸徹
- 工藤良夫（暴力団構成員） - でんでん
- 吉田とし江（看護婦・真理子の母） - 一柳みる
- 大橋妻夫（武蔵中央病院 事務長） - 小沢象
- 岸田仙造（開業医・葉子の父） - 小池榮
- 川端弘一（3年前アメリカで死亡） - 石田登星
- 寺本（運転手） - 小野寺弘之
- 吉田真理子（女子高生） - 東野結花
- 小林（婦長） - 夏川加奈子
- 西川（医師） - 佐野和敏
- 佐野組 組長 - 高橋義則
- 川端貞代（武蔵中央病院 理事長・弘一の母） - 淡路恵子

第33作「笑った似顔絵」（2003年）
- 櫻井伸代（静夫の後妻） - 赤座美代子
- 櫻井文子（室生医院の患者） - 高橋かおり
- 櫻井哲夫（文子の兄） - 鼓太郎
- 東野桂造 - 松田章
- 青木修造（建築主） - トミ譲二
- 櫻井徹（伸代の連れ子・文子の異父兄・8年前家出） - 大沼遼平
- 東野正男（東野の息子・元暴走族） - 外川貴博
- 米山 - 花原照子
- 中西（高校教師） - 児玉頼信
- 川西 - 住吉正博
- 石山（大学病院医師） - 西川亘
- 崎山良明 - 藤田哲也
- アナウンサー - 道添愛美
- 原田（患者） - 正司花江
- 櫻井静夫（文子の父・元県議会議員） - 新克利

第34作「追憶」（2004年）
- 福井早苗（福井の娘） - 美保純
- 稲垣（東西生命保険 調査員） - 赤塚真人
- 福井しず（交通死亡事故の被害者・福井の後妻で早苗の義母） - 高林由紀子
- 西川洋子（交通死亡事故の加害者） - 未來貴子
- 福井史彦（早苗の夫） - 丹波義隆
- 青木幸子（早苗の同級生・室生医院の患者） - 清水よし子
- 篠原慎吾（大学病院教授） - 大矢兼臣
- 徳さん（田口の遠戚） - 重松収
- 島本（不動産屋） - 青柳文太郎
- 川村春子（福井の元妻で早苗の実母・浜田と田口の幼馴染） - 吉田日出子
- アパートのおかみさん - 齊藤まち
- 坂本（パチンコ店従業員） - かしま冠
- 浅野（医師） - 佐野和敏
- 福井剛（故人） - 久野泰助
- 田口久平（浜田と春子の幼馴染） - 平幹二朗

第35作「墜転落死」（2004年）
- 伊藤菜々（居酒屋従業員・室生医院の入院患者） - 藤田朋子
- 伊藤信二（菜々の弟） - 生田斗真
- 大西正夫（元信用金庫職員） - 羽場裕一
- 丸岡貢（大西の遠縁） - デビット伊東
- 丸岡アサ（丸岡の母） - 阪上和子
- 中島早苗（大西の元部下） - 豊川栄順
- 若井（鉄工所社長） - 赤羽大
- 井上徹（居酒屋マスター） - 田中耕二
- 西垣肇（丸岡の詐欺仲間） - 小野寺弘之
- 広志（室生亜季子の弟・中3で病死） - 石井琢弥
- 坂本美子（店員） - 小野沢知子
- 藤井（浦和中央信金 支店長） - 甲斐将馬
- 土屋（アパート管理人） - 谷津勲
- 森山秀子（患者） - 松本じゅん
- 高崎医科大学 教授 - 内田潤一郎
- 松園 - 佐野元哉
- 久留島（大学病院教授） - 島田順司

第36作「母子鑑定」（2005年）
- 大川美奈子（洋子の母・句会の参加者） - 酒井和歌子
- 大川洋子（女子高生） - 柊瑠美（幼少期：八木優希）
- 吉田重松（東京麻布明和医科大学 教授） - 新克利
- 岸川梅子（室生医院の患者） - 正司照枝
- 横井文枝（林の弟子） - 鷹城佳世
- 林一夫（蕎麦屋「はやし」店主・句会の主宰者・児童福祉施設「友愛園」元職員） - 田村亮
- 木島寛（吉田の研究室の元出入り業者） - 神威杏次
- 田島幸子 - 遠藤久美子
- 林時子（林の妻・児童福祉施設「友愛園」元職員） - 藤真利子

第37作「最後の解剖」（2007年）
- 山崎美雪（マリコの娘・元トップモデル） - 水野真紀
- 武藤マリコ（ファッションデザイン事務所「マリコ・アトリエ」デザイナー兼オーナー社長） - 五月みどり
- 平山一子（室生医院の患者） - 友近
- 西岡陽子（鑑識課員・浜田の妹の娘） - 紫吹淳
- 山崎親一（カメラマン・美雪の夫） - 川野太郎
- 東野かよ（ファッションデザイン事務所「マリコ・アトリエ」アシスタントデザイナーのチーフ） - 大沢さやか
- 赤塚武（ヤミ金会社社長） - 工藤俊作
- 池内弥生（モデル） - 風花舞
- 斎藤千春（モデル） - 星奈優里
- 逢坂（鑑識課長） - 伏見哲夫
- 藤山（かよの主治医） - 森富士夫
- 霞雅夫（夕子の父） - 並木史朗
- 難波一（飲み屋のマスター） - 藤田まこと
- 宮本志保（外科医） - 池上季実子
- 吉田一夫（かよの恋人・マネージャー） - 西村和彦

## スタッフ
- 原作・原案 - 宮川一郎、島田一男（第5作のみ、「死者たちの合唱」より）
- ナレーター - 平榮子
- 企画 - 小坂敬、長富忠裕、酒井浩至
- 脚本 - 宮川一郎、鹿水晶子、中島玲子、小木曽豊斗、難波江由紀子
- 音楽 - 福井峻、木森敏之、丸谷晴彦、大谷和夫
- 監督 - 永野靖忠、山像信夫、馬場昭格、鷹森立一、田中徳三、小松範任、村川透、津崎敏喜
- 助監督 - 伊藤貴司、津崎敏喜、川田理、山崎貴司、南晃行、中野達夫、石川達郎、和田孝、相沢淳、田村孝蔵、嶋田明美、中前勇児
- 技術協力 - 東通
- 制作協力 - 東映ビデオスタジオ
- チーフプロデューサー - 重松修（日本テレビ）、佐藤敦（日本テレビ）、増田一穂（日本テレビ）、梅原幹（日本テレビ）
- プロデューサー
  - 日本テレビ - 長富忠裕、篠木為八男、服部比佐夫、荻野哲弘、佐藤敦、西牟田知夫
  - 東映 - 桑原秀郎、吉村晴夫、東一盛、伊藤彰将、島田薫、河瀬光
- 制作 - 日本テレビ
- 製作著作 - 東映

## 放送日程
- 第37弾のみ「火曜ドラマゴールド」で放送されたが、これ以外は全て「火曜サスペンス劇場」で放送された。

| 話数 | 放送日         | サブタイトル                                                                                    | 原作                                | 脚本                | 監督     | 視聴率 |
| ---- | -------------- | ----------------------------------------------------------------------------------------------- | ----------------------------------- | ------------------- | -------- | ------ |
| 1    | 1986年12月23日 | 歩き出した白骨死体〜血液鑑定、復顔、復声、甦った死者が今真実を語る!!〜                          | -                                   | 宮川一郎            | 永野靖忠 | 18.2%  |
| 2    | 1987年05月26日 | 遺された眼〜自殺か他殺か? 排気ガスで死んだ女の死因に挑む女監察医室生亜季子〜                    | -                                   | 宮川一郎            | 山像信夫 | 19.6%  |
| 3    | 9月01日        | 瀬戸内竹原殺人行 〜死体なき殺人事件の謎 女監察医室生亜季子25年ぶりの悲しき同窓会〜              | -                                   | 宮川一郎            | 馬場昭格 | 18.9%  |
| 4    | 1988年01月19日 | 哀しき母子鑑定〜切っても切れぬ血の絆、女監察医室生亜季子の失われた名誉〜                        | -                                   | 宮川一郎            | 鷹森立一 | 18.3%  |
| 5    | 7月26日        | 高価すぎた情事〜突然死の女を見捨てて消えた男を追う女監察医室生亜季子〜                          | 宮川一郎 島田一男『死者たちの合唱』 | 宮川一郎 鹿水晶子   | 馬場昭格 | 17.6%  |
| 6    | 1989年04月25日 | 赤い髪の女〜毛髪鑑定が暴く二人の女の過去の性と現在の母性〜                                      | -                                   | 宮川一郎            | 田中徳三 | 20.0%  |
| 7    | 9月05日        | もう一つの指紋〜女の変死体を娘と認めた母親の不可解な行動〜                                      | -                                   | 宮川一郎            | 永野靖忠 | 24.9%  |
| 8    | 1990年04月17日 | 熱い凍死〜他人名義のパスポートを所得してまで別人になりたかった女の特別な事情〜                  | -                                   | 宮川一郎            | 永野靖忠 | 18.7%  |
| 9    | 11月20日       | 震える川〜母ゆえ女ゆえ許せなかった無関心が生んだ子供の死〜                                      | -                                   | 宮川一郎            | 永野靖忠 | 21.9%  |
| 10   | 1991年07月16日 | 顔の無い白骨死体〜蜜蜂が知っている消えた女子大生の愛と死〜                                      | -                                   | 宮川一郎 中島玲子   | 永野靖忠 | 19.4%  |
| 11   | 1992年4月14日  | 歪んだ告白〜四代女主人の老舗の柱に刻まれた男の名前〜                                            | -                                   | 宮川一郎 小木曽豊斗 | 田中徳三 | 19.1%  |
| 12   | 11月03日       | もう一つの血痕〜血液型鑑定ミスの汚名返上で挑むDNAの壁〜                                         | -                                   | 宮川一郎            | 鷹森立一 | 20.9%  |
| 13   | 1993年03月16日 | 犯罪性なし〜ビニールハウス一酸化炭素中毒死事件〜                                                | -                                   | 宮川一郎            | 小松範任 | 22.5%  |
| 14   | 7月20日        | 震える海〜子を想う三人の母の愛の相剋〜                                                          | -                                   | 宮川一郎            | 鷹森立一 | 21.1%  |
| 15   | 1994年02月01日 | 扼殺（やくさつ）〜警察を辞めて5年、あの田原警部が川越にやってきた〜                             | -                                   | 宮川一郎            | 鷹森立一 | 23.1%  |
| 16   | 8月02日        | 夕映えの女〜忍びよる老いの恐怖、悲しき現代版オバ捨て伝説〜                                      | -                                   | 宮川一郎            | 鷹森立一 | 19.9%  |
| 17   | 12月27日       | 薬殺〜料理教室の共用砂糖つぼの毒薬は誰の命を狙った?〜                                           | -                                   | 宮川一郎            | 村川透   | 18.5%  |
| 18   | 1995年07月25日 | 時効なし〜25年前の白骨死体、歯間空隙の歯型が狂わせた男と女の愛〜                                | -                                   | 宮川一郎            | 鷹森立一 | 15.1%  |
| 19   | 12月19日       | 埋葬〜死んだ赤ちゃんが告発する男の身勝手が生んだ女の犯罪〜                                      | -                                   | 宮川一郎            | 鷹森立一 | 21.9%  |
| 20   | 1996年06月25日 | 拳銃〜福島 - 川越、二つの連続射殺事件をつなぐサクラ草の花〜                                     | -                                   | 宮川一郎            | 鷹森立一 | 18.6%  |
| 21   | 11月05日       | 身元不明〜6年前の蒸発事件を殺人事件に変えたタレコミ電話〜                                       | -                                   | 宮川一郎            | 鷹森立一 | 25.0%  |
| 22   | 1997年05月06日 | 指紋〜通り魔事件の第三の被害者は何をやってもツキのない女〜                                      | -                                   | 宮川一郎            | 鷹森立一 | 20.3%  |
| 23   | 1998年02月03日 | 不審死体〜体は二つで心は一つ…夫殺しの妻と女弁護士の女の連帯〜                                   | -                                   | 宮川一郎            | 鷹森立一 | 21.0%  |
| 24   | 7月28日        | 死因に異議あり〜外傷性クモ膜下出血で変死した男は女の敵〜                                        | -                                   | 宮川一郎            | 鷹森立一 | 18.8%  |
| 25   | 1999年05月04日 | 死亡推定時間〜三寒四温、春の彼岸の気候で混乱した殺人捜査〜                                      | -                                   | 宮川一郎            | 鷹森立一 | 18.3%  |
| 26   | 10月05日       | 日焼けした死体〜日なたから日陰に死体を移動した犯人の大誤算〜                                    | -                                   | 宮川一郎            | 鷹森立一 | 19.6%  |
| 27   | 2000年01月18日 | 複合死因〜変死した人気マルチタレント男の人に言えない裏の顔〜                                    | -                                   | 宮川一郎            | 鷹森立一 | 20.9%  |
| 28   | 10月10日       | 偽装死体〜母の不審死を他殺と言い張る兄と何かを隠す妹〜                                          | 宮川一郎                            | 宮川一郎            | 鷹森立一 | 17.5%  |
| 29   | 2001年01月23日 | 不完全な心中〜アキ先生ピンチ〜法医学は確率の学問で絶対ではない〜                                | 宮川一郎                            | 宮川一郎            | 鷹森立一 | 19.8%  |
| 30   | 10月02日       | 震える顔〜白骨死体と水死体の共通の秘密のカギを握る母の忌まわしい過去〜                          | -                                   | 宮川一郎            | 鷹森立一 | 18.8%  |
| 31   | 2002年03月19日 | 母の波濤（はとう）〜殺された息子の身代わりが風俗嬢のお腹の中に〜                                | 宮川一郎                            | 宮川一郎            | 鷹森立一 | 19.6%  |
| 32   | 2003年01月14日 | 院外感染〜死化粧の少女が残す司法解剖拒否の謎 血中濃度3ミリが暴く嫁姑の仲〜                      | 宮川一郎                            | 宮川一郎            | 鷹森立一 | 20.8%  |
| 33   | 7月08日        | 笑った似顔絵〜うつ病の男に後妻に入った女 1本の毛髪が暴く白骨死体の8年間〜                       | 宮川一郎                            | 宮川一郎            | 鷹森立一 | 21.6%  |
| 34   | 2004年01月6日  | 追憶〜保険金五千万円を遺して死んだ義母は自殺か事故死か 産みの母親を追い出し父を掠奪した憎い女〜 | 宮川一郎                            | 宮川一郎            | 鷹森立一 | 15.7%  |
| 35   | 11月09日       | 墜転落死〜浴槽の遺体の頭部に二つの傷痕…心房細動の手術を拒む公金横領の女〜                       | 宮川一郎                            | 宮川一郎            | 鷹森立一 | 14.2%  |
| 36   | 2005年01月11日 | 母子鑑定 〜水死体が語る1億5000万の生命保険と不倫疑惑 DNAが暴く唾液と少女出生の秘密〜            | 宮川一郎                            | 宮川一郎            | 鷹森立一 | 14.1%  |
| 37   | 2007年03月27日 | 最後の解剖〜頭蓋骨の毛細血管に秘められた主婦モデルとアルツハイマー母の悲しみ〜                  | -                                   | 宮川一郎 小木曽豊斗 | 津崎敏喜 | 13.8%  |

- 視聴率はビデオリサーチ調べ、関東地区・世帯

## 第37作「最後の解剖」
事実上のシリーズ最終作となる「最後の解剖」の放送は「火曜ドラマゴールド」としての最終回であったが、それ以上に「火曜サスペンス劇場」、「DRAMA COMPLEX -ドラマ・コンプレックス-」および「火曜ドラマゴールド」と25年半もの間続いてきた、日本テレビの火曜日21時 - 22時台の2時間ドラマとしての最終回の意味合いが強く、火サスのシリーズでは『警視庁鑑識班』からは中山淳彦役の西村和彦も出演し、『警部補 佃次郎』から佃次郎役の西郷輝彦と『女検事・霞夕子』から4代目霞夕子役の真矢みきの2人については、其々が出演しているドラマの役名・役柄のまま、特別出演扱いとして本作に登場した。この回は、火曜ドラマゴールドの半年間の放送の中で最高視聴率を記録した。
尚、サブタイトルに「最後の」との表記があったが、主演の浜自身は「室生亜季子を演じる機会があれば続けたい。」と語っていたが、7年後の2014年の旭日小綬章受章後のインタビューでは、このドラマについて浜は「好きな役ではなかった。」、「自分には白衣が似合わない。」、「医学の専門用語が難しく台本が来るたびにぞっとした。」と吐露している。